# Bakla Horani

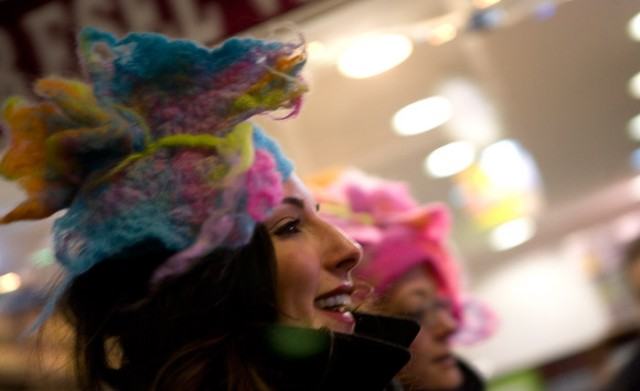
7. März 2011 von Sezayi Erken

Bakla Horani ist ein griechisches Faschingsfest in Istanbul, mit dem die griechisch-orthodoxen Christen seit mindestens 500 Jahren die Fastenzeit einleiten. Andere Quellen gehen davon aus, dass es sogar auf Basis eines aus der Antike stammenden Festes entstanden sein könnte. Das Fest war seit 1941 mit der Begründung verboten, es würde die öffentliche Sicherheit in der Stadt gefährden und konnte im März 2011 erstmals wieder öffentlich gefeiert werden. Übersetzt heißt der Name etwa: Ich esse Bohnen.